# Kapitänshaus Vielstedter Straße 43
Das Kapitänshaus Vielstedter Straße 43 in Hude wurde im 20. Jahrhundert gebaut.
Das Haus wird heute (2022) als Wohn- und Bürohaus eines Unternehmers genutzt.
Das Gebäude steht unter Denkmalschutz (siehe auch Liste der Baudenkmale in Hude (Oldenburg)).

## Geschichte
Das ein- und zweigeschossige historisierende verputzte Gebäude in T-Form auf großem auch denkmalgeschützten parkartigen Gartengrundstück mit Sockelgeschoss, Krüppelwalmdächern mit Giebelgauben und mit seitlichem Giebelrisalit sowie nördlichem Nebengebäude mit Krüppelwalm wurde 1907 im Landhausstil gebaut. Die differenzierte Gestaltung durch Balkon, Loggia, Freitreppe, geschossteilende mittlere Bänderung, gerahmte Balustraden, verzierten Schwebegiebel sowie Treppenhaus mit gusseisernem Geländer bestimmen gestalterisch das Haus.
Das Niedersächsische Landesamt für Denkmalpflege befand: „... das Kapitänshaus hat eine geschichtliche Bedeutung ... als beispielhaftes großbürgerliches Wohnhaus („Villa“) des späten Historismus ...“
Daneben steht das Wohnhaus Vielstedter Straße 45 von 1907.